# 예라이샹
"예라이샹"(夜來香)은 한국에서 제작된 정창화 감독의 1966년 멜로/로맨스 영화이다. 강신성일 등이 주연으로 출연하였고 이지룡 등이 제작에 참여하였다.

## 출연

### 주연
- 강신성일
- 문정숙

### 조연
- 최남현
- 김동원
- 주연
- 허장강

## 기타
- 원작자: 김석야
- 조명: 오영근
- 미술: 홍성칠